# Plektrum

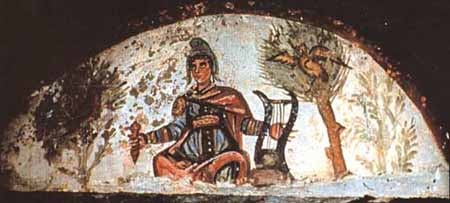
Orpheus-Christus-Darstellung mit einer Lyra und einem senkrecht gehaltenen Plektrum in der rechten Hand. Marcellinus-Petrus-Katakomben in Rom, 4. Jahrhundert

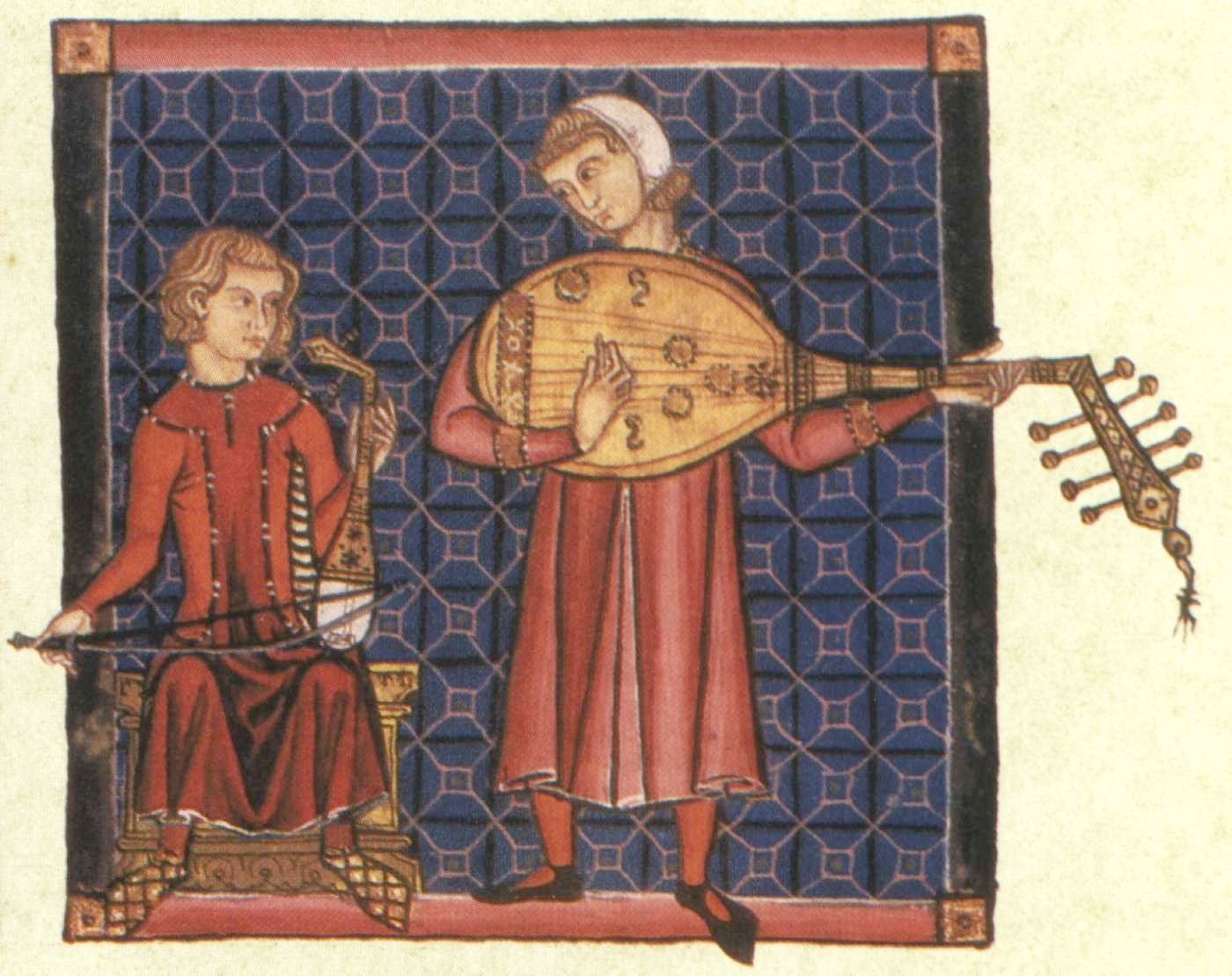
Musikant mit Rebec und Lautenspieler mit länglichem Plektrum. Mittelalterliche Darstellung aus den Cantigas de Santa Maria (um 1280).

Das Plektrum oder Plektron (Mehrzahl Plektra und Plektren, latinisierte Form von altgriechisch πλῆκτρον plêktron, „Werkzeug zum Schlagen“) ist eine Spielhilfe, mit dem die Saiten von Zupfinstrumenten wie Gitarre, E-Bass, Mandoline oder Shamisen angeschlagen werden können. Das Spielen von Gitarre oder Bass mit einem Plektrum wird als Flatpicking bezeichnet, im Gegensatz zum Fingerstyle-Spiel.
Auch in Kielinstrumenten wie dem Cembalo werden die Saiten mit Plektren (Kielen) angeschlagen, die durch eine Tastenmechanik bewegt werden.

## Formen
Plektren sind zumeist etwa münzgroße Plättchen, die mit Daumen und Zeigefinger (bisweilen auch mit Daumen, Zeige- und Mittelfinger) der Schlaghand gehalten werden.
Flache Plektren gibt es in einer Vielzahl von Formen, zumeist tropfenförmig oder dreieckig. Bei einigen dreieckig geformten Plektren sind die Ecken unterschiedlich geformt oder diese haben unterschiedliche Stärken, um verschiedene Klangergebnisse mit nur einem Plektrum zu ermöglichen. Plektren sind meist 0,3 bis 1,5 mm, selten auch mehrere Millimeter dick. Manche Plektren haben eine aufgeraute Mitte, wodurch die Griffigkeit erhöht wird. Das vermindert das Risiko, dass das Plektrum während des Musizierens aus den Fingern rutscht. Die raue Zone ist oft kreisförmig, erhaben oder vertieft, als kugelige Mulde oder mit Randleiste ausgebildet, sodass eine zentrierte Halteposition allein mittels Tastsinn gefunden und kontrolliert werden kann. Andere, für E-Bässe genutzte Ausführungen haben eine gebogene Verlängerung, die den Fingern besseren Halt bietet.
Spezielle Formen von Plektren werden nicht vom Daumen und den Fingern gehalten, sondern direkt an den Anschlagsfingern befestigt, wie der mizrab der Sitar, der auf den Zeigefinger gesteckt wird, oder die Fingerpicks der Gitarre, die mit einer ringartigen Klammer am Daumen (Daumenpick) und Zeige-, Mittel- und Ringfinger, manchmal auch am kleinen Finger befestigt werden können.

## Material
Neben länglichen Plektren aus Federkielen wurden früher auch flache Plektren verwendet, die üblicherweise aus organischen Materialien wie Holz, Knochen, Horn, Schildpatt, aber auch aus Glas, Stein (vor allem Halbedelsteine) oder Metall (Stahlblech, Messing) hergestellt wurden. Später kamen Kunststoffe zum Einsatz, wie zum Beispiel Ebonit, Galalith (Kunsthorn) und das auch heute noch verbreitete Zelluloid. Heute wird eine Vielzahl von Kunststoffen für Plektren verwendet, unter anderem Nylon, Polycarbonat, Acetal (Delrin), Polyetherimid (Ultem) und Acrylglas.
Die verschiedenen Materialien, Formen und Stärken der Plektren beeinflussen den Klang des Instruments. Dünnere Plektren ergeben meist einen obertonreicheren und dadurch transparenter wirkenden Klang, während dickere Plektren die unteren Spektralbereiche stärker anregen und einen kräftigeren Ton bewirken. Auch die Dichte des Materials beeinflusst die Klangfarbe: Härtere Materialien erzeugen mehr Obertöne, weichere einen grundtönigen, dumpferen Klang.
Zum Rhythmusspiel auf der E-Gitarre dienen meist dünnere Plektren, da sie neben ihrem transparenteren Klang den Saiten weniger Widerstand entgegensetzen. Beim Leadspiel werden häufig dickere und kleinere Plektren benutzt, die eine geringere Eintauchtiefe zwischen die Saiten und damit kürzere Anschlagwege ermöglichen. Bei dickeren Saiten, wie etwa bei E-Bässen, werden zur Auslenkung der Saite entsprechend größere und stärkere Plektren eingesetzt.
Instrumente für das Plektrumspiel sind häufig mit einem Schlagbrett (engl. Pickguard) versehen, um ihre Decke vor Beschädigungen durch das Plektrum zu schützen.

## Anwendung
Die Benutzung eines Plektrums ermöglicht auf Instrumenten mit Stahlsaiten gegenüber dem Zupfen mit den Fingern zumeist einen lauteren, prägnanteren Klang und durch die Nutzung der Unterarmmuskeln schnellere und ausdauerndere Anschlagsrepetitionen. Je nach Form und Material des Plektrums ist zudem der Anteil der Obertöne im Klang höher als beim Anschlag von Stahlsaiten mit den Fingerkuppen.
Insbesondere Zupfinstrumente mit Stahlsaiten werden mit dem Plektrum gespielt, beispielsweise die Mandoline oder die spanische Bandurria. Auch beim Spielen von E-Gitarren werden überwiegend Plektren verwendet. Einige E-Gitarristen spielen ohne Plektrum und zupfen oder schlagen die Saiten mit den Fingerkuppen oder den Fingernägeln als „Plektrum-Ersatz“ an. Beispiele für diese Spieltechnik in der Rockmusik und im Jazz sind die Gitarristen Mark Knopfler und Wes Montgomery.
Einige Musiker, wie der Gitarrist Carlos Santana, nutzen die unterschiedlichen Klangfarben des Plektrum- und Fingeranschlags, indem sie innerhalb eines Stücks zwischen Passagen wechseln, die mit dem Plektrum oder mit den Fingerkuppen gespielt werden. Dieser Wechsel ist beispielsweise in Santanas Samba Pa Ti gut zu sehen und zu hören.
Bei einer besonderen Form der gleichzeitigen Nutzung von Plektrum und Fingern, dem Hybridpicking, werden die tiefen Saiten mit dem Plektrum und gleichzeitig die höheren Saiten mit Mittel- und Ringfinger und manchmal auch dem kleinen Finger angeschlagen. Diese auch als Chicken Picking bezeichnete Technik wird besonders in der Country-Musik und ähnlichen Musikstilen verwendet.

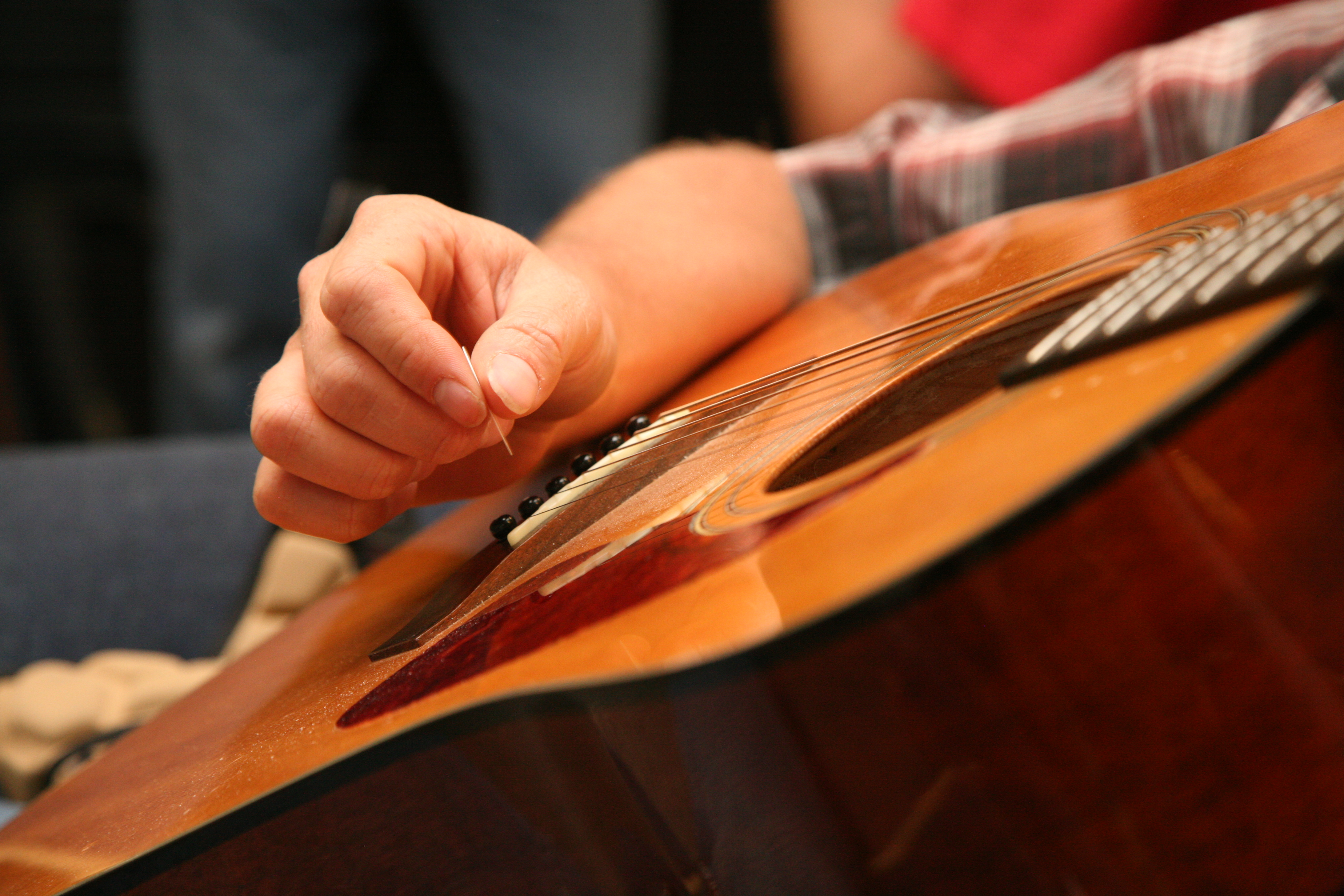
Haltung des Gitarrenplektrums beim Spiel einer Westerngitarre (m. Stahlsaiten)
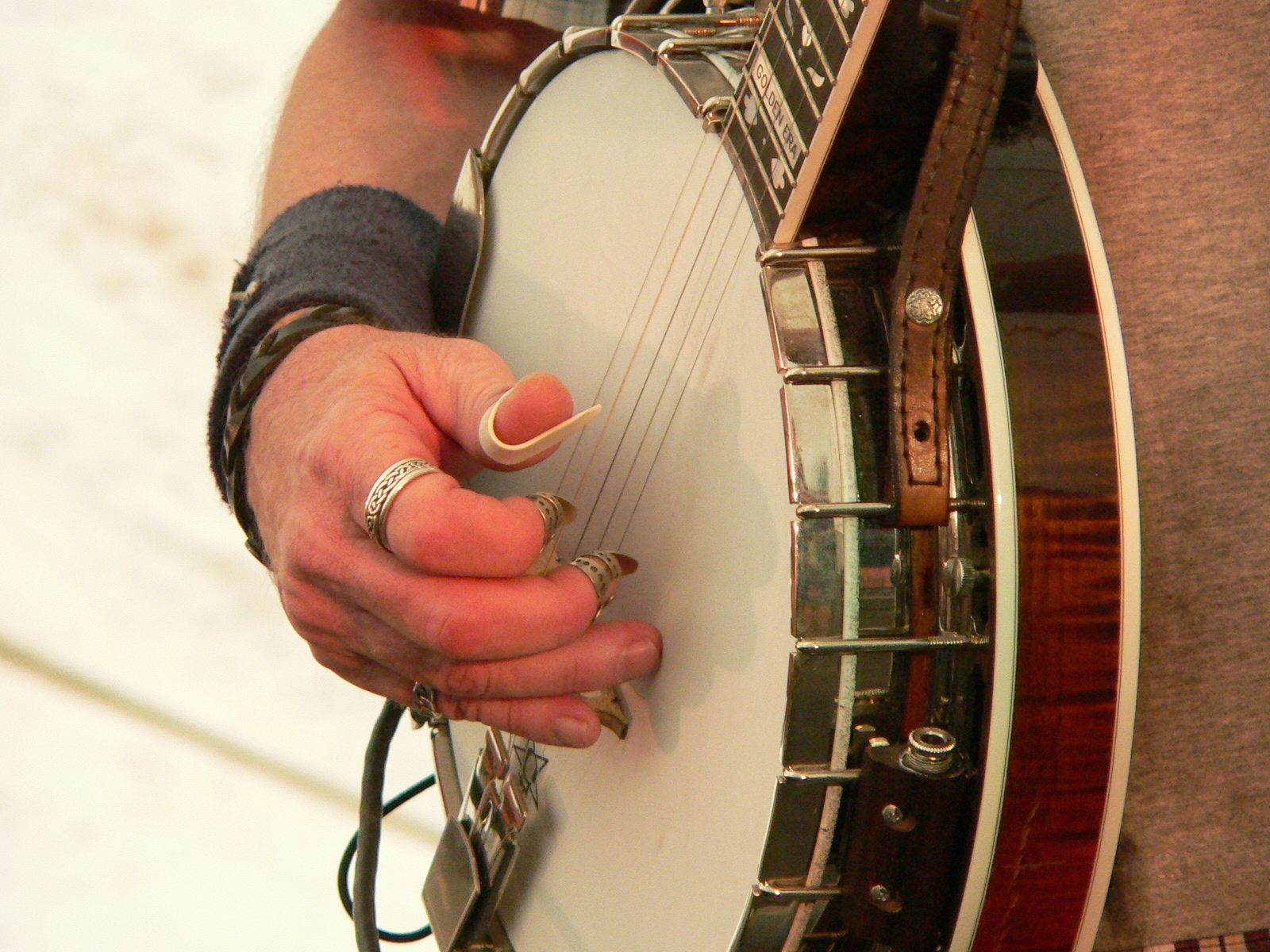
Spielen eines Banjo mit Fingerpicks an Daumen, Zeige- und Mittelfinger
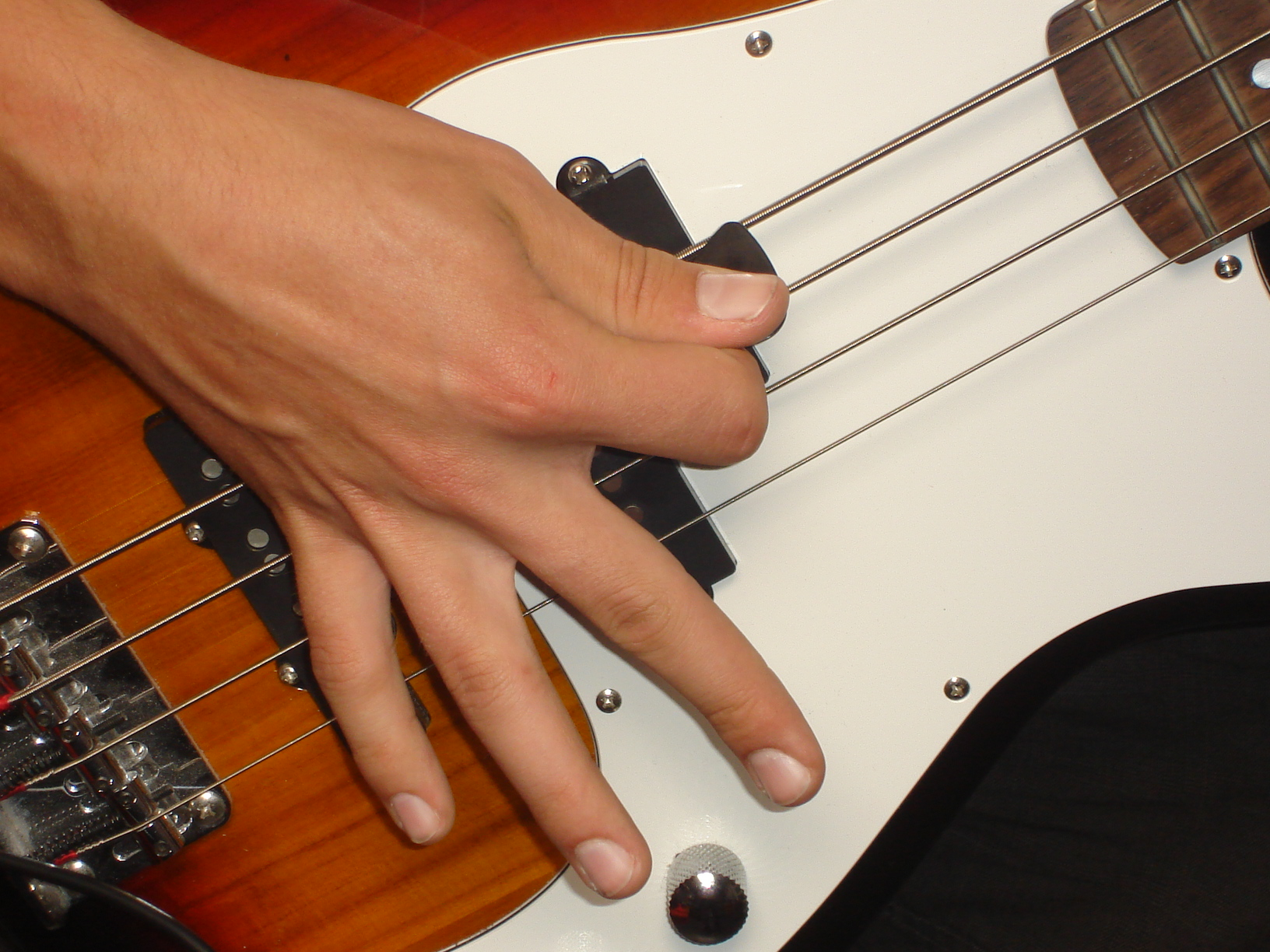
Während der Kontrabass beim Pizzicato ausschließlich mit den Fingern gezupft wird, wird der E-Bass auch mit Plektrum gespielt
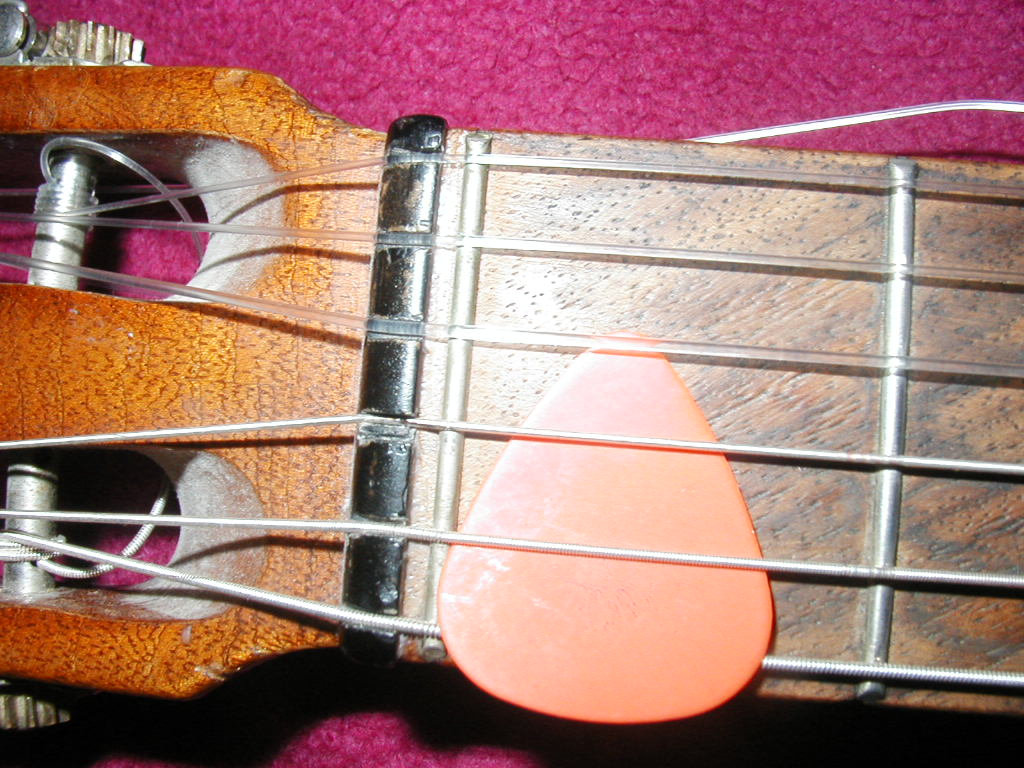
Verbreitete Methode, das Plektrum bei Nichtbenutzung an der Gitarre zu deponieren
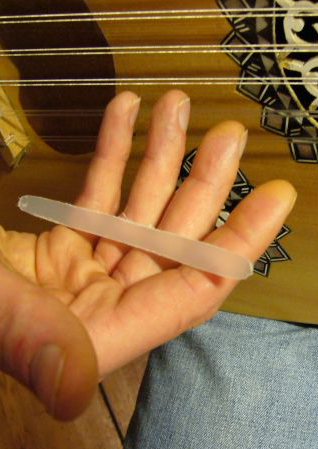
Das „Risha“ genannte Plektrum, das zum Spielen der Oud-Kurzhalslaute benutzt wird
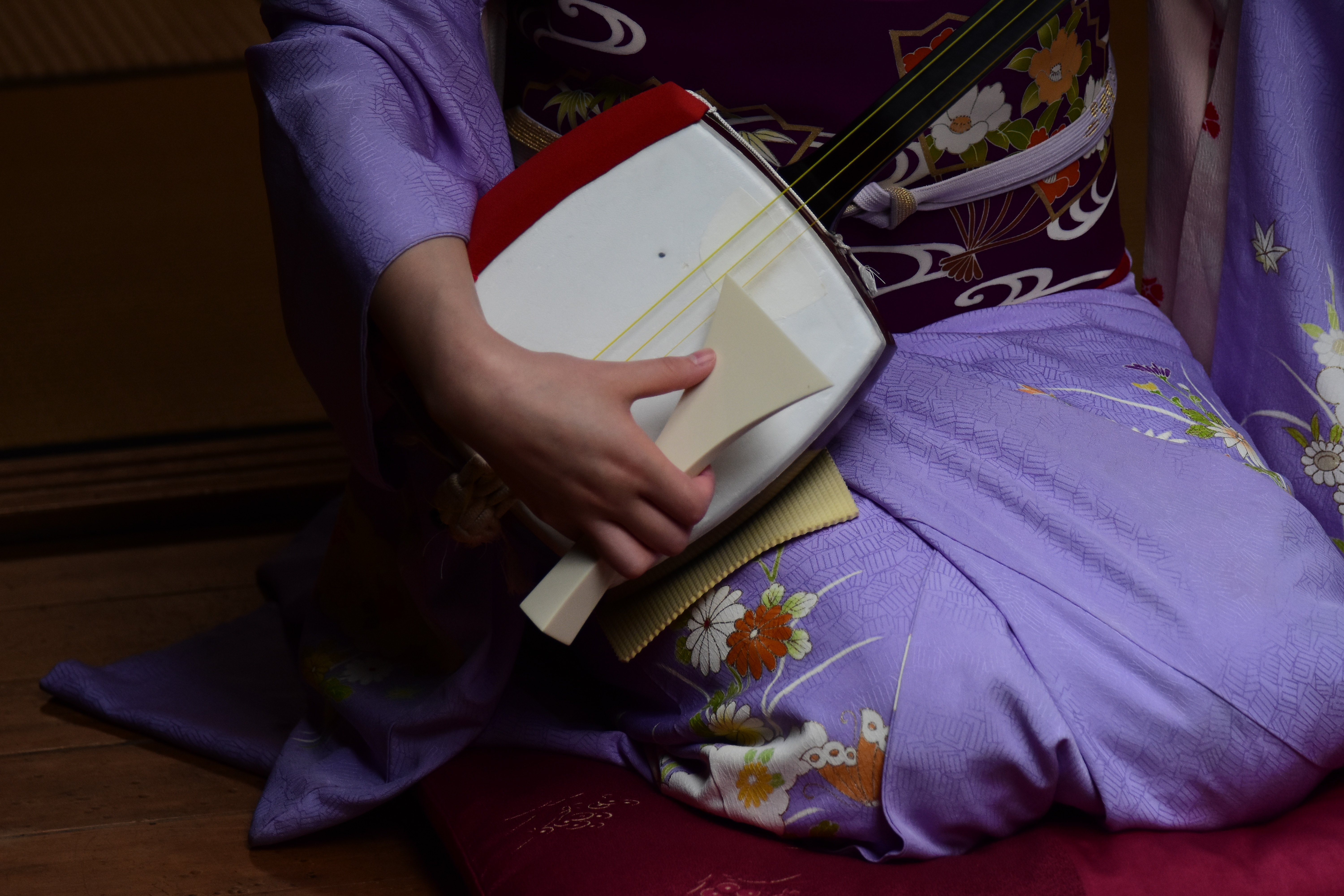
Trotz ihrer Größe (siehe rechte Hand) zählen die „Bachi“ zum Spielen der Shamisen zu den Plektren
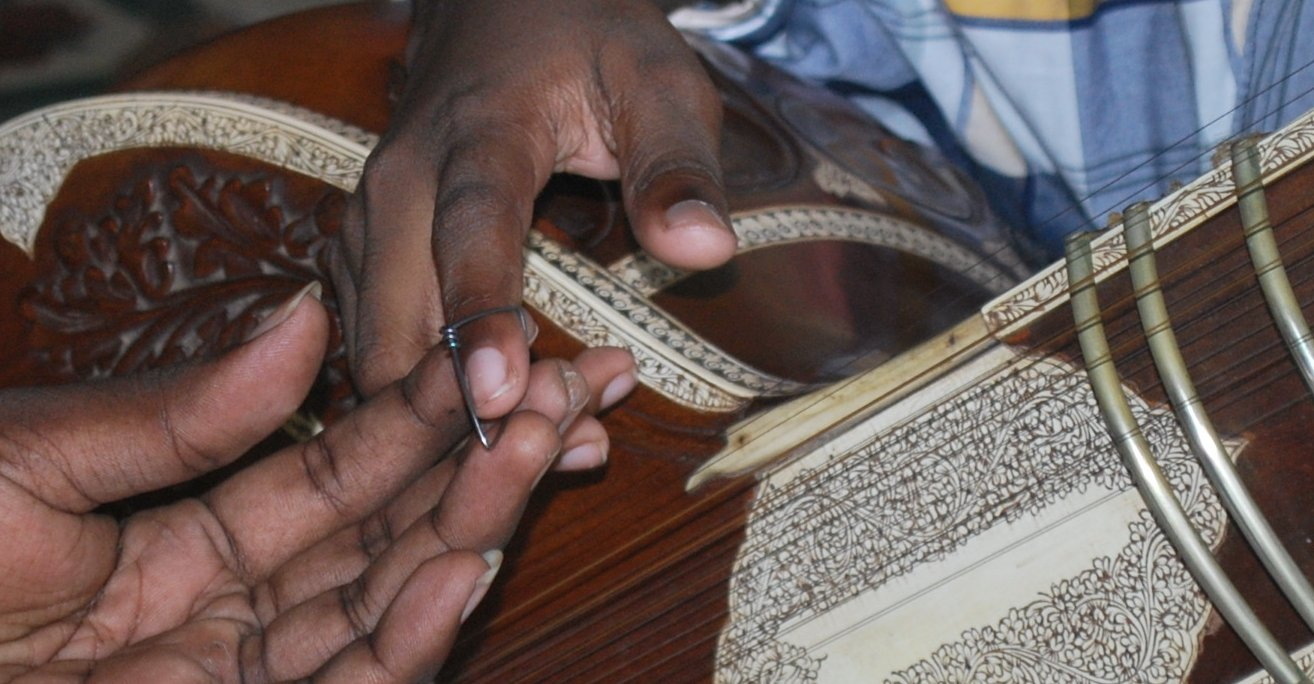
Das „Mirzab“ am Ringfinger eines Sitarspielers, manchmal wird ein zweites Plektrum am Mittelfinger aufgesteckt

## Übersicht

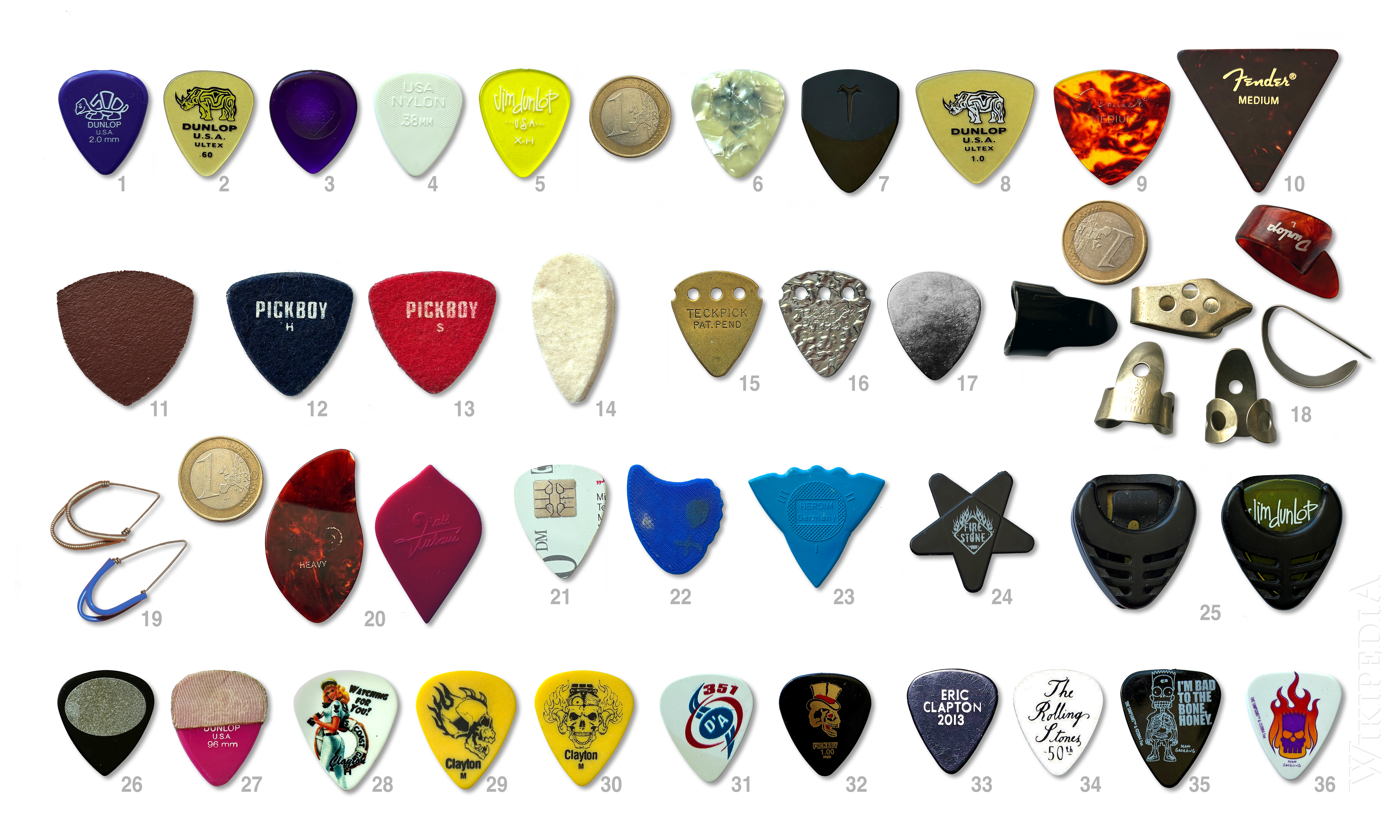
Übersicht: verschiedene Plektren (Picks) für Gitarre, Bass, Mandoline, Banjo etc. (siehe links)

Einige Basis-Informationen zu den Plektren in der rechts stehenden Übersicht:
- 1–10: Standard-Plektren in verschiedene Stärken und Formen, z. B. (3) 3 mm und (4) 0,38 mm
- 11: Plek aus Leder. Warmer, runder und weicher Ton ohne störende Anschlaggeräusche. Für Ukulele und Gitarre mit Nylonsaiten, sowie Bassgitarren
- 12–13: Kunststoffkern mit Filzauflage (verschiedene Stärken). Oft beim Spiel auf zwölsaitigen Gitarren
- 14: reines Filzplektrum für Ukulele und Mandoline (Stärke: 5 mm)
- 15–17: Pleks aus Metall (Messing/Aluminium/Stahlblech). Kräftiger, scharfer Ton (auch als schneller/harter Attack bezeichnet)
- 18: Fingerpicks (für Daumen und Finger / verschiedene Materialien). Für das Fingerstyle-Spiel neben Western- auch auf Resonator- und Lap-Steel-Gitarre. Bei einigen Lap-Steel-Techniken werden die Picks auch an den Fingern der linken Hand getragen, um ein weiches Glissando ähnlich der Bottleneck-Spielweise zu erzielen. Bein viersaitigen Plektrumbanjo kommt mindestens ein Daumen-Fingerpick zum Einsatz
- 19: Mizrab, ein Plektrum für Sitarspieler. Es handelt sich um ein handgefertigtes Plektrum aus einem durchgehenden Eisendraht, mit dem die Saiten der Sitar angeschlagen werden. Obwohl es in der Regel am Zeigefinger getragen wird, wird manchmal ein zweites Mizrab am Mittel- oder kleinen Finger aufgesteckt.
- 20: Plektren für den E-Bass
- 21–22: Eigenanfertigung mit einer Plektrumzange aus einer Telefonkarte und aus dem 3D-Drucker
- 23–24: Mehrstärkenplektren, mit drei und fünf unterschiedlichen Härtegraden
- 25: Pickholder für mehrere Plektren (abhängig von der Stärke). Mit doppelseitigem Klebeband am Gitarrenkorpus zu befestigen
- 26–27: Pleks mit Antirutsch-Funktion: einmal Standardware mit aufgeklebtem Sandpapier-Element, und als Eigenbau mit rauem Textilklebeband
- 28–36: verschiedene Plektren als Sammlerstücke mit Motivserien, als Konzertsouvenir oder als Marketingtool

## Trivia
Unter Gitarristen wird das Plektrum umgangssprachlich auch Pick oder Plek genannt.
Zahlreiche Künstler nutzen das Plektrum auch als Merchandising-Produkt, das entweder während der Konzerte in die Zuschauermenge geworfen wird oder das, speziell für Sammler, im Rahmen von Konzerten zum Kauf angeboten wird.
Die US-amerikanische Satire-Rockband Tenacious D drehte die 2006 erschienene Filmkomödie Kings of Rock – Tenacious D, in dem es um ein Pick of Destiny („Plektrum des Schicksals“) geht, das dem Besitzer beeindruckende Spielfähigkeiten verleiht und das sich letztlich als Zahn des Satans entpuppt.